# Chaika Autodrom
Das Chaika Autodrom (ukrainisch Автодром Чайка), früher bekannt als Chaika Motorsports Complex (ukrainisch Автомобільний спортивний комплекс Чайка), ist eine Motorsport-Rennstrecke nahe der Stadt Chayka in der Oblast Kiew in der Ukraine.

## Geschichte

### Ursprünge
Die Ursprünge der Rennstrecke liegen in den Zeiten der Sowjetunion, als die DOSAAF Ende der 1960er Jahre in der Ukraine nach einem Ort für eine Test- und Wettbewerbsstrecke suchte. Die Baubewilligung für den Kurs wurde 1971 gegeben, die Arbeiten begannen zwei Jahre später. Die offizielle Eröffnung erfolgte 1975 und wenig später wurden auch die ersten Rennen ausgetragen. Unter anderem wurden dort Tourenwagenrennen sowie die damalige sowjetische Rundstreckenmeisterschaft ausgerichtet. In den nächsten Jahren wurde der Kurs um eine Dirt-Speedway, eine Kartbahn und einem Trainingsfeld erweitert.
Bekanntheit erlangte der Kurs von 1978 bis 1983 als Austragungsort eines unter den Ostblock-Staaten ausgerichteten Rennens, welches als Friendship Cup bekannt war. Es galt als eines der prestigeträchtigsten Rennen der damaligen Sowjetunion, wurde allerdings nach dem tödlichen Unfall des polnischen Formula Easter Piloten Christian Grochowski beendet.

### Niedergang und Wiederaufbau
In den Folgejahren verfiel die Strecke aufgrund mangelnder Wartung langsam. Unsachgemäße Versuche von Neuasphaltierungen führten zu einer noch unebeneren Strecke. Es wurden weniger Rennen ausgerichtet und aufgrund mangelnder Sponsoren wurde diese kaum beworben, was zu sinkenden Zuschauerzahlen führte.
Mit dem Fall der Sowjetunion ging der Besitz des Kurses an die Gesellschaft für Verteidigungshilfe der Ukraine über, welche große Teile an private Eigentümer verkaufte. Zwar war einige Jahre lang die ukrainische Rennstrecken-Meisterschaft auf dem Kurs zu Gast, trotzdem fehlte das Geld, um den Kurs zu renovieren, und dieser war weiterhin den Sicherheitsstandards nicht gerecht.
Nachdem ab 1998 der als „große Schleife“ bekannter Teil des Kurses unbenutzbar wurde, konnte nur noch die verkleinerte Version benutzt werden. Unter dem neuen Direktor Leonid Protasov, welcher auch als Rennfahrer bekannt war, wurde der Kurs renoviert und konnte nach dem Ende der Arbeiten 2005 auch erneut als Veranstaltungsort genutzt werden. 2016 wurde das Hauptgebäude neu gebaut.

## Die Strecke
Die große Strecke war zwar nach internationalen Standards geplant worden, wies jedoch Konstruktionsmängel wie fehlende Auslaufzonen und Seitenstreifen sowie eine unebene Asphaltdecke auf. Der später gebaute Dirt-Speedway wurde kaum verwendet.
Mit der Renovierung der Kurzstrecke Mitte der 2000er Jahre wurde die Anlage um neue Zuschauerbänke sowie um ein Café und ein Hotel erweitert.